# De Roy (Mondkrater)
De Roy ist ein Einschlagkrater auf der Mondrückseite.
Der Krater liegt im Süden der erdabgewandten Seite, nordwestlich des großen Kraters Hausen, östlich von Lippmann, südöstlich von Mendel. Nahegelegene, vergleichbar große Krater sind Arrhenius im Osten sowie Guthnick und Rydberg in nördlicher Richtung.
De Roy hat drei Nebenkrater:
| Buchstabe | Position              | Durchmesser           | Link                  |
| --------- | --------------------- | --------------------- | --------------------- |
| N         | 59,59° S, 102,89° W   | 25 km                 |                       |
| P         | 58,2° S, 102,55° W    | 36 km                 |                       |
| Q         | 57,92° S, 103,52° W   | 22 km                 |                       |
| X         | Umbenannt in Chadwick | Umbenannt in Chadwick | Umbenannt in Chadwick |

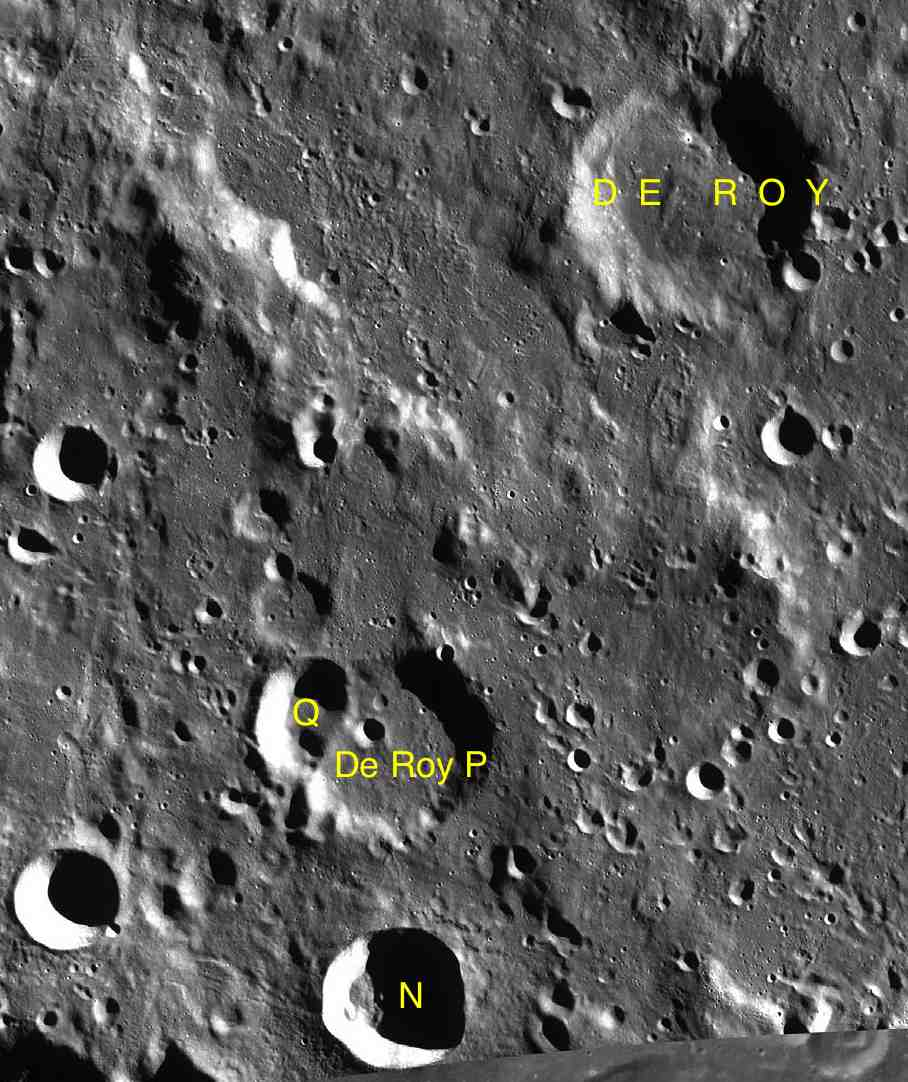
De Roy mit seinen Nebenkratern

Der Krater wurde 1970 von der IAU offiziell nach dem belgischen Amateurastronomen Felix De Roy benannt. Der Nebenkrater X ist 1985 nach dem britischen Physiker James Chadwick umbenannt worden.